# Arizona State Route 266
Arizona State Route 266 ist ein Highway im US-Bundesstaat Arizona, der in Ost-West-Richtung verläuft.
Der Highway beginnt am U.S. Highway 191 südlich von Stafford und endet nahe Bonita. Die State Route führt durch kaum besiedeltes Gebiet. Sie dient hauptsächlich der Anbindung an ein Gefängnis in Fort Grant.